# Adam Rainer
Pour les articles homonymes, voir Rainer.
Adam Rainer, né à Graz en 1899 et mort à Vienne le 4 mars 1950, est le seul homme dans l'histoire de l'humanité à avoir été reconnu comme nain et géant. 

## Biographie
Enfant de parents de taille normale, il fut décrit jusqu'à ses 21 ans comme une personne très petite, mince et faible. Il mesurait, en 1920 à l'âge de 21 ans, 1,18 m. Il lui fut ainsi refusé à deux reprises, en 1917 et 1918, d'intégrer l'armée commune pour prendre part aux combats de la Première Guerre mondiale[réf. nécessaire]. En raison d'une tumeur située dans l'hypophyse, son corps se mit à produire de grandes quantités d'hormone de croissance. Il eut une poussée de croissance d'un mètre, atteignant en 1931 la taille de 2,18 m. En raison d'une très importante scoliose, il dut rester alité jusqu'à la fin de sa vie. Sa pointure était du 53 alors qu'il portait du 43 à l'âge de 19 ans. Il était quasiment aveugle de l'œil droit et sourd de l'oreille gauche. Il développa également une cyphose. Quand il mourut en 1950, il avait atteint la taille de 2,34 m, ayant grandi de 116 cm à l'âge adulte.